# Túlio de Melo
Pour les articles homonymes, voir Melo (homonymie).
Túlio Vinícius Fróes de Melo ou simplement Túlio de Melo, né le 31 janvier 1985 à Montes Claros, est un footballeur brésilien possédant également la nationalité française qui évolue au poste d'attaquant.

## Biographie
Formé au Atlético Mineiro, il est prêté en 2004 à l'AaB Ålborg. Avec ce club, il participe à la Coupe UEFA 2004-2005 : il joue à deux reprises contre le Zalgiris Vilnius et il dispute le match retour contre l'AJ Auxerre. Il n'inscrit aucun but lors de ces trois matchs.
Cet attaquant commence une bonne saison 2005-2006 avec le club du MUC 72 et ne met pas longtemps à s'adapter au groupe manceau. Mais en février 2006, il est victime d'une rupture des ligaments croisés du genou droit, blessure contractée à l'entraînement, qui lui fait manquer la fin de saison puis le début de la suivante.
Victime d'une rechute de sa blessure en septembre 2006, il ne revient sur les terrains de Ligue 1 qu'en janvier 2007. Il marque alors son 1er but de la saison, lors d'un match contre Valenciennes le 23 janvier 2007, presque un an après son éloignement des terrains.
Túlio de Melo commence la saison 2007-2008 en fanfare, puisqu'il inscrit un triplé lors de la deuxième journée de championnat face au FC Sochaux. Lors du mois de décembre 2007, il annonce officiellement avoir signé un contrat en faveur du club italien de l'US Palerme. Le transfert est effectif à l'issue de la saison. Le Mans ne touche cependant aucune indemnité puisque le joueur arrive en fin de contrat.
Ne rentrant pas dans les plans du nouvel entraîneur de Palerme, Stefano Colantuono, Túlio de Melo signe pour 4 ans au LOSC le 31 août 2008 où il arrive tout à la fin du mercato. Pour son premier match à domicile il marque un doublé contre AJ Auxerre le 20 septembre 2008.
Il subit une intervention chirurgicale au cartilage du genou au Brésil le 12 décembre 2008. Cette blessure l'éloigne des terrains pendant plusieurs mois. Sa rééducation est faite au Brésil contre l'avis des médecins du LOSC, puis il poursuit ses soins au centre de Luchin. Il fait son retour pour le dernier match de la saison contre l'AS Nancy-Lorraine. À l'issue de ce match, le LOSC est qualifié pour la Ligue Europa.
Après une non saison 2008-2009, Túlio de Melo est quasiment une nouvelle recrue pour le LOSC. Il s'illustre dès les matchs de tours préliminaires de la Ligue Europa en concrétisant par 3 fois. Hélas, le destin s'acharne contre Túlio De Melo, et lors de la 5e journée du championnat face au FC Sochaux, il se blesse de nouveau au genou droit. Cette entorse le tient éloigné des terrains jusqu'en décembre 2009. Lors de son retour, il fait une entrée remarquée lors de la 16e journée, face à Monaco, en réalisant un doublé.
N'étant pas appelé en équipe du Brésil, Túlio de Melo est contacté par Carlos Queiroz, le sélectionneur portugais, pour disputer la Coupe du monde 2010 en Afrique du Sud sous les couleurs portugaises. À la suite d'une blessure, cette idée de naturalisation n'est pas suivie d'effet.
Depuis le 13 mai 2011, le joueur lillois a la nationalité française à la suite de sa naturalisation.
Au début de la saison 2012-2013, il marque un but déterminant contre Copenhague, qui permet à son équipe de se qualifier pour la Ligue des champions. Quelques années plus tard, son président de l'époque Michel Seydoux, dira que ce but lui aura valu sa prolongation.
Barré par Salomon Kalou et Nolan Roux au Lille OSC, il s'engage pour 6 mois le 27 janvier 2014 avec l'Évian Thonon Gaillard FC. Il prend le numéro 13
Le 16 février 2014, lors du match des retrouvailles avec le LOSC, il ne peut être aligné, à la suite d'un accord passé entre l'Evian Thonon Gaillard FC et le LOSC.
Le 29 janvier 2015, libre de tout contrat il s'engage avec le Real Valladolid, club de deuxième division espagnole. Après cette pige de 6 mois, libre de tout contrat, il rentre au Brésil, s'engageant avec Chapecoense.
Passé ensuite par Recife, il est prêté à Chapecoense en 2017. Le 3 décembre 2017, il inscrit un but décisif lors de la dernière journée du championnat, et qualifie son club pour la Copa Libertadores.
Le 2 janvier 2018, il s'engage avec Avispa Fukuoka en J. League 2 (D2 japonaise).

### Retraite
Le 7 mai 2019, Túlio de Melo annonce au site internet du LOSC qu'il prend sa retraite, à l'âge de 34 ans, indiquant qu'il fallait « savoir écouter son corps » et qu'il voulait arrêter en bonne santé et profiter de ses enfants.

## Carrière
| Saison    | Club             | Pays     | Championnat   | Championnat | Championnat | Championnat  | Championnat  | Europe (ou Continental pour le Brésil) | Europe (ou Continental pour le Brésil) | Europe (ou Continental pour le Brésil) | Coupe nationale | Coupe nationale | Coupe de la Ligue | Coupe de la Ligue |
| Saison    | Club             | Pays     | Division      | Matchs      | Buts        | Cartons      | Cartons      | Coupe                                  | Matchs                                 | Buts                                   | Matchs          | Buts            | Matchs            | Buts              |
| --------- | ---------------- | -------- | ------------- | ----------- | ----------- | ------------ | ------------ | -------------------------------------- | -------------------------------------- | -------------------------------------- | --------------- | --------------- | ----------------- | ----------------- |
| Saison    | Club             | Pays     | Division      | Matchs      | Buts        | Carton jaune | Carton rouge | Coupe                                  | Matchs                                 | Buts                                   | Matchs          | Buts            | Matchs            | Buts              |
| 2003-2004 | Atlético Mineiro | Brésil   | Brasileirão   | ?           | ?           | ?            | ?            |                                        |                                        |                                        | /               | /               | /                 | /                 |
| 2004-2005 | AaB Ålborg       | Danemark | SAS Ligaen    | 2           | 1           | ?            | ?            | C3                                     | 3                                      | 0                                      | /               | /               | /                 | /                 |
| 2005-2006 | Le Mans UC       | France   | Ligue 1       | 24          | 7           | 5            | 1            |                                        | /                                      | /                                      | 1               | 0               | 3                 | 0                 |
| 2006-2007 | Le Mans UC       | France   | Ligue 1       | 17          | 2           | 2            | 0            | /                                      | /                                      | /                                      | /               | /               | /                 | /                 |
| 2007-2008 | Le Mans UC       | France   | Ligue 1       | 31          | 13          | 2            | 0            | /                                      | /                                      | /                                      | /               | /               | 4                 | 2                 |
| 2008-2009 | US Palerme       | Italie   | Série A       | 1           | 0           | 0            | 0            | /                                      | /                                      | /                                      | 1               | /               | /                 | /                 |
| 2008-2009 | Lille OSC        | France   | Ligue 1       | 8           | 2           | 0            | 0            | /                                      | /                                      | /                                      | /               | /               | 1                 | 0                 |
| 2009-2010 | Lille OSC        | France   | Ligue 1       | 20          | 6           | 2            | 0            | C3                                     | 4                                      | 3                                      | 1               | 0               | 2                 | 1                 |
| 2010-2011 | Lille OSC        | France   | Ligue 1       | 29          | 4           | 0            | 0            | C3                                     | 6                                      | 2                                      | 6               | 1               | 1                 | 0                 |
| 2011-2012 | Lille OSC        | France   | Ligue 1       | 16          | 5           | 2            | 1            | C1                                     | 2                                      | 1                                      | 0               | 0               | 1                 | 0                 |
| 2012-2013 | Lille OSC        | France   | Ligue 1       | 23          | 1           | 2            | -            | C1                                     | 6                                      | 1                                      | 2               | 1               | 1                 | 0                 |
| 2013-2014 | Lille OSC        | France   | Ligue 1       | 5           | 0           | -            | -            | /                                      | /                                      | /                                      | 1               | 1               | 1                 | 0                 |
| 2013-2014 | Évian TGFC       | France   | Ligue 1       | 5           | 0           | -            | -            | /                                      | /                                      | /                                      | /               | /               | /                 | /                 |
| 2014-2015 | Real Valladolid  | Espagne  | Liga Adelante | 10          | 1           | 1            | 0            | /                                      | /                                      | /                                      | 1               | 0               | /                 | /                 |
| 2015      | Chapecoense      | Brésil   | Serie A       | 13          | 5           | 4            | 0            | Continental                            | 4                                      | 1                                      | /               | /               | /                 | /                 |
| 2016-2017 | Sport Recife     | Brésil   | Serie A       | 11          | 1           | 0            | 0            | /                                      | /                                      | /                                      | 10              | 3               | /                 | /                 |
| 2017      | Chapecoense      | Brésil   | Serie A       | 23          | 7           | 2            | 0            | /                                      | /                                      | /                                      | 18              | 5               | /                 | /                 |
| 2018-2019 | Avispa Fukuoka   | Japon    | J2 League     | 7           | 0           | 0            | 0            | /                                      | /                                      | /                                      | /               | /               | /                 | /                 |

Dernière mise à jour le 29 septembre 2018

## Palmarès

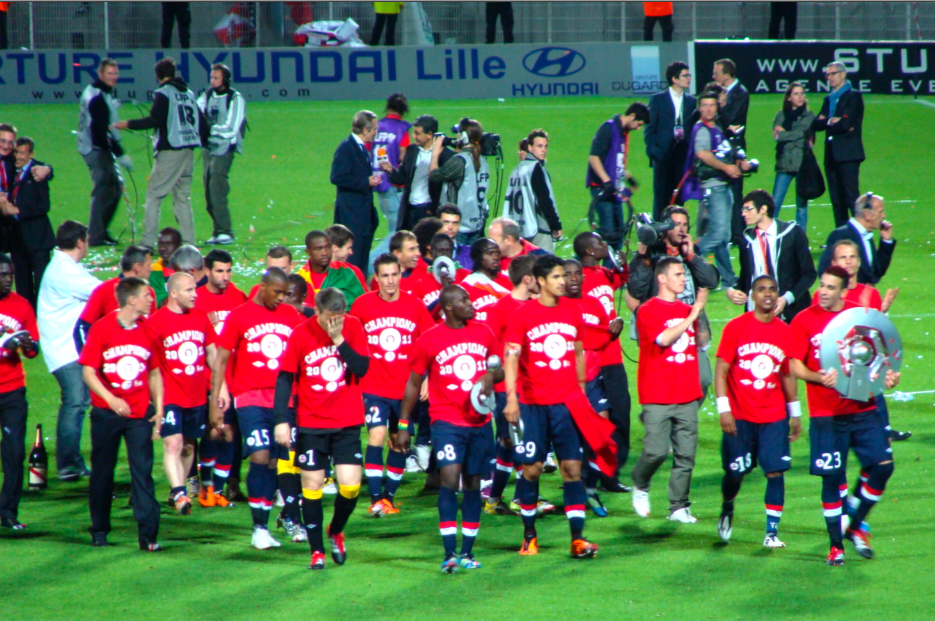
de Melo (N°9 au centre), est champion de France avec Lille en mai 2011.

- Vainqueur de la Campeonato Catarinense au Brésil en 2017 avec Chapecoense
- Vainqueur de la Coupe de France en 2011 avec Lille
- Champion de France de Ligue 1 en 2011 avec Lille
- Vice-champion du Minas Gerais en 2004 avec l'Atlético Mineiro